# Harold v Itálii
Harold v Itálii, čtyřvětá symfonie pro sólovou violu (op. 16) v originále Harold en Italie, Symphonie en quatre parties avec un alto principal  je druhá symfonie francouzského skladatele Hectora Berlioze z roku 1834.

## Obsah díla
- 1.věta: Harold v horách ;scény těžkomyslnosti, štěstí, rozkoše
- 2.věta: Pochod a večerní modlitba poutníků
- 3.věta: Serenáda horala v Abruzzách pro milenku
- 4.věta: Orgie banditů, dozvuky předchozí scény

## Děj

### Děj předcházející symfonii
Od samotného názvu symfonie lze poznat úmysl skladatele. Chce vyjádřit dojmy, jakými asi působila nádherná příroda na Haroldovu povahu. Harold je zde vylíčen jako poutník, jenž prochází kouzelným okolím; je naplněn palčivou bolestí, neblahou náladou, jejímž typem se stal v literatuře George Gordon Byron, který mimo jiné Berlioze inspiroval svým dílem Childe Haroldova pouť. Děj zde líčí silnou a bezprostředně nevyléčitelnou bezútěšnost, vyprahlost všech zdrojů radosti, k ironisujícímu zoufalství až k zřeknutí všech duševních hnutí, po nichž Harold horoucně toužil a jež hledal.

### 1. věta: Harold v horách – scény těžkomyslnosti, štěstí, rozkoše
První fugatové téma zachycuje Haroldovy pocity – chtěl by zaniknout v přírodě, rozplynout se, chtěl by zachytit bezprostředním citem celou soustavu abstraktních myšlenek, chtěl by ji sevřít v nekonečné oslavě. Je obklopen scenérií kouzelné krajiny a ta na něj bezpochyby doléhá.

### 2. věta: Pochod a večerní modlitba poutníků
Rytmus tohoto pochodu představuje periodický návrat hlasů poutníků, zpívající žalmy a přednášející modlitby. Harold je nechá mlčky jít kolem a naslouchá jim. Skladatel necharakterizuje poutníky nějak zvlášť zdůrazněnou pietou. Putují kolem jako prostí venkované, kteří plní posvátné zvyky bez jakéhokoli patosu.

### 3.věta: Serenáda horala v Abruzzách pro milenku
V této části je Harold svědkem milostné scény, jako byl předtím svědkem scény náboženské. Hned od začátku nás tato část uchvacuje nádherným, živě rytmisovaným scherzettem, které přináší serenádu. Ožívá zde žertovné šelmovství, kratochvilná veselost a kypivý sdílný humor.

### 4. věta: Orgie banditů – dozvuky předchozí scény
Věta začíná motivem orgie, který je po značnou dobu přerušován vzpomínkami z předcházejících vět, jež vystupují před Haroldovým duchem, než padne jako kořist za oběť halucinacím, zpola jako výčitky svědomí, zpola jako kajícné myšlenky. Poutník Harold se nachází v jeskyni, obklíčili ho divocí loupežníci, až nakonec zazní nečočekávaně, netušeně, bez přípravy pochod poutníků, které lze považovat za nebeské slitování.